# Cửa khẩu Xín Mần
Cửa khẩu Xín Mần hay cửa khẩu Long Tuyền là cửa khẩu quốc gia tại vùng đất xã Xín Mần huyện Xín Mần tỉnh Hà Giang, Việt Nam .
Cửa khẩu Xín Mần thông thương sang cửa khẩu Đô Long huyện Mã Quan tỉnh Vân Nam, Trung Quốc .

## Hoạt động
Cửa khẩu Xín Mần ra đời đã lâu, và gần đây đã được xây dựng các hạng mục công trình phục vụ thông thương cửa khẩu, tiến tới nâng cấp thành cửa khẩu quốc gia để tạo điều kiện thuận lợi để giao lưu hàng hóa, đáp ứng nhu cầu phát triển kinh tế của nhân dân và tạo cơ sở phát huy tiềm năng, thế mạnh kinh tế vùng biên mậu. Đồng thời, mở ra cơ hội phát triển kinh tế, thương mại, dịch vụ, giao thông đi lại thuận lợi và giải quyết việc làm tại chỗ cho lao động địa phương .
Đây cũng từng là nơi nóng bỏng trong đấu tranh bảo vệ đường biên chống lại sự cố ý xê dịch lấn chiếm của giới chức phía bên kia biên giới .

## Chỉ dẫn
1. ↑  Tên chính thức của cửa khẩu là "cửa khẩu Xín Mần", còn tên "cửa khẩu Long Tuyền" được nói đến trong các văn liệu về du lịch.